# Союз кинематографистов Азербайджанской Республики
Союз кинематографистов Азербайджанской Республики (СКАР) — общественное объединение азербайджанских кинематографистов.

## Общая информация
Союз кинематографистов Азербайджанской Республики создан 21 июня 2012 года.
Председателем являлась народная артистка Азербайджана Шафига Мамедова.
В состав инициативной группы и правления союза входили Шафига Мамедова, Аяз Салаев, Вагиф Мустафаев, Джамиль Кулиев, Оrтай Миркасимов, Рамиз Фаталиев, Юсиф Гулиев, Маис Агабеков, Сиявуш Керими, директор киностудии Азербайджанфильм Мушфиг Хатамов, директор киностудии «Нариманфильм» Нариман Мамедов.
Союзом был организован международный кинофестиваль «Восток — Запад».
5 марта 2024 года союз объединился с Союзом кинематографистов Азербайджана.

## Национальная кинопремия
- 2012 — Яшар Нури
- 2013 — Алладин Аббасов
- 2014 — Рафис Исмайлов
- 2015 — Маис Агабеков
- 2016 — Эльдар Кулиев
- 2017 — Вагиф Мустафаев
- 2018 — Октай Миркасимов
- 2019 — Рамиз Фаталиев; Абдулахад Махмудов[4]
- 2021 — Рафаил Камбаров[5]
- 2022 — Рафик Насиров[6]